# Volejbal na Letních olympijských hrách 1972

## Turnaj mužů
| Zlato   | Japonsko (JPN)                       |
| Stříbro | Německá demokratická republika (GDR) |
| Bronz   | Sovětský svaz (URS)                  |

Turnaj se odehrál v rámci XXI. olympijských her ve dnech 27.–9. října 1972 v Mnichově.
Turnaje se zúčastnilo 12 mužstev, rozdělených do dvou šestičlenných skupin. První dvě mužstva postoupila do play off, týmy na třetím a čtvrtém místě hrály o páté až osmé místo, týmy na pátém a šestém místě hrály o deváté resp. jedenácté místo atd. Olympijským vítězem se stalo mužstvo Japonska.

### Skupina A
|    |           | URS | BUL | TCH | KOR | POL | TUN | V | P | Skóre | B  |
| 1. | SSSR      | *** | 3:1 | 3:0 | 3:2 | 3:0 | 3:1 | 5 | 0 | 15:3  | 10 |
| 2. | Bulharsko | 1:3 | *** | 3:2 | 3:1 | 3:2 | 3:0 | 4 | 1 | 13:8  | 9  |
| 3. | ČSSR      | 0:3 | 2:3 | *** | 3:0 | 3:0 | 3:0 | 3 | 2 | 11:6  | 8  |
| 4. | Korea     | 0:3 | 1:3 | 0:3 | *** | 3:1 | 3:0 | 2 | 3 | 7:10  | 7  |
| 5. | Polsko    | 2:3 | 2:3 | 0:3 | 1:3 | *** | 3:0 | 1 | 4 | 8:12  | 6  |
| 6. | Tunisko   | 0:3 | 0:3 | 0:3 | 0:3 | 0:3 | *** | 0 | 5 | 0:15  | 5  |

 SSSR -  Tunisko 3:0 (15:10, 15:6, 15:4)
27. srpna 1972 (10:00) – Mnichov
 Československo -  Polsko 3:0 (15:13, 16:14, 15:8)
27. srpna 1972 (14:00) – Mnichov
 Bulharsko -  Korejská republika 3:1 (16:18, 15:6, 15:9, 15:13)
27. srpna 1972 (19:30) – Mnichov
 Polsko -  Tunisko 3:0 (15:6, 15:11, 15:1)
29. srpna 1972 (10:00) – Mnichov
 SSSR -  Korejská republika 3:0 (17:15, 15:12, 15:4)
29. srpna 1972 (14:00) – Mnichov
 Bulharsko -  Československo 3:2 (15:11, 15:11, 12:15, 14:16, 15:9)
29. srpna 1972 (19:30) – Mnichov
 Československo -  Tunisko 3:0 (15:11, 15:4, 15:10)
31. srpna 1972 (10:00) – Mnichov
 Korejská republika -  Polsko 3:1 (15:7, 13:15, 15:11, 15:6)
31. srpna 1972 (14:00) – Mnichov
 SSSR -  Bulharsko 3:1 (9:15, 15:10, 15:11, 15:10)
31. srpna 1972(19:30) – Mnichov
 Korejská republika -  Tunisko 3:0 (15:1, 15:3, 15:1)
2. září 1972 (10:00) –Mnichov
 SSSR -  Československo 3:0 (15:10, 15:10, 15:12)
2. září 1972 (14:00) – Mnichov
 Bulharsko -  Polsko 3:2 (14:16, 12:15, 15:7, 15:3, 15:10)
2. září 1972 (19:30) – Mnichov
 Bulharsko -  Tunisko 3:0 (15:10, 15:5, 15:7)
5. září 1972 (9:00) – Mnichov
 Československo -  Korejská republika 3:0 (15:11, 15:5, 15:13)
5. září 1972 (10:30) – Mnichov
 SSSR -  Polsko 3:2 (11:15, 15:12, 15:12, 10:15, 15:13)
5. září 1972 (14:00) – Mnichov

### Skupina B
|    |          | JPN | GDR | ROM | BRA | CUB | GER | V | P | Skóre | B  |
| 1. | Japonsko | *** | 3:0 | 3:0 | 3:0 | 3:0 | 3:0 | 5 | 0 | 15:0  | 10 |
| 2. | NDR      | 0:3 | *** | 3:0 | 3:1 | 3:0 | 3:0 | 4 | 1 | 12:4  | 9  |
| 3. | Rumunsko | 0:3 | 0:3 | *** | 2:3 | 3:0 | 3:0 | 2 | 3 | 8:9   | 7  |
| 4. | Brazílie | 0:3 | 1:3 | 3:2 | *** | 2:3 | 3:2 | 2 | 3 | 9:13  | 7  |
| 5. | Kuba     | 0:3 | 0:3 | 0:3 | 3:2 | *** | 3:2 | 2 | 3 | 6:13  | 7  |
| 6. | SRN      | 0:3 | 0:3 | 0:3 | 2:3 | 2:3 | *** | 0 | 5 | 4:15  | 5  |

 NDR -  Kuba 3:0 (15:7, 15:13, 15:7)
28. srpna 1972 (10:00) – Mnichov
 Japonsko -  Rumunsko 3:0 (15:4, 15:5, 15:6)
28. srpna 1972 (14:00) – Mnichov
 Brazílie -  SRN 3:2 (15:7, 15:8, 17:19, 6:15, 15:9)
28. srpna 1972 (19:30) – Mnichov
 NDR -  Brazílie 3:1 (15:5, 7:15, 16:14, 15:10)
30. srpna 1972 (10:00) – Mnichov
 Japonsko -  Kuba 3:0 (15:10, 15:9, 15:5)
30. srpna 1972 (14:00) – Mnichov
 Rumunsko -  SRN 3:0 (15:9, 15:1, 15:8)
30. srpna 1972 (19:30) – Mnichov
 Brazílie - Rumunsko 3:2 (18:16, 11:15, 15:7, 11:15, 15:12)
1. září 1972 (10:00) – Mnichov
 Japonsko -  NDR 3:0 (15:4, 15:2, 15:6)
1. září 1972 (14:00) – Mnichov
 Kuba -  SRN 3:2 (15:8, 15:11, 10:15, 12:15, 15:8)
1. září 1972 (19:30) – Mnichov
 NDR -  SRN 3:0 (15:7, 15:6, 15:4)
3. září 1972 (10:00) – Mnichov
 Japonsko -  Brazílie 3:0 (15:7, 15:13, 15:11)
3. září 1972 (14:00) – Mnichov
 Rumunsko -  Kuba 3:0 (15:7, 17:15, 15:13)
3. září 1972 (19:30) – Mnichov
 Japonsko -  SRN 3:0 (15:3, 15:6, 15:4)
5. září 1972 (15:30) – Mnichov
 Kuba -  Brazílie 3:2 (16:14, 6:15, 15:7, 7:15, 15:9)
5. září 1972 (19:30) – Mnichov
 NDR -  Rumunsko 3:0 (15:10, 15:12, 15:7)
5. září 1972 (21:00) – Mnichov

### Semifinále
Japonsko -  Bulharsko 3:2 (13:15, 9:15, 15:9, 15:9, 15:12)
8. září 1972 (15:30) – Mnichov
 NDR -  SSSR 3:1 (15:6, 15:8, 13:15, 15:9)
8. září 1972 (19:30) – Mnichov

### Finále
Japonsko -  NDR 3:1 (11:15, 15:2, 15:10, 15:10)
9. září 1972 (21:00) – Mnichov

### O 3. místo
SSSR -  Bulharsko 3:0 (15:11, 15:8, 15:13)
9. září 1972 (19:30) – Mnichov

### O 5. - 8. místo
Rumunsko -  Korejská republika 3:0 (15:12, 15:7, 15:8)
8. září 1972 (14:00) – Mnichov
 Československo -  Brazílie 3:0 (15:8, 15:6, 15:1)
8. září 1972 (15:30) – Mnichov

### O 5. místo
Rumunsko -  Československo 3:1 (8:15, 15:7, 15:10, 16:14)
9. září 1972 (15:30) – Mnichov

### O 7. místo
Korejská republika -  Brazílie 3:0 (18:16, 15:7, 15:5)
9. září 1972 (14:00) – Mnichov

### O 9. místo
Polsko -  Kuba 3:0 (15:2, 15:7, 15:13)
9. září 1972 (10:00) – Mnichov

### O 11. místo
SRN -  Korejská republika 3:1 (15:5, 14:16, 15:4, 15:9)
8. září 1972 (21:00) – Mnichov

### Soupisky
1.  Japonsko
| - Jošihide Fukao - Kendži Kimura - Masajuki Minami - Džungo Morita | - Júzó Nakamura - Kacutoši Nekoda - Tecuo Nišimoto - Jasuhiro Noguči | - Seidži Óko - Tecuo Sató - Kendži Šimaoka - Tadajoši Jokota |

2.  NDR
| - Horst Hagen - Wolfgang Löwe - Wolfgang Maibohm - Jürgen Maune | - Horst Peter - Eckehard Pietzsch - Siegfried Schneider - Arnold Schulz | - Rudi Schumann - Rainer Tscharke - Wolfgang Webner - Wolfgang Weise |

3.  SSSR
| - Viktor Boršč - Jefim Čulak - Vjačeslav Domani - Vladimir Kondra | - Valerij Kravčenko - Jevhen Lapynskyj - Vladimir Patkin - Jurij Pojarkov | - Vladimir Puťatov - Alexandr Saprykin - Jurij Starunskij - Leonid Zajko |

6.  Československo
| - Vladimír Petlák - Milan Vápenka - Pavel Schenk - Zdeněk Groessl | - Štefan Pipa - Jaroslav Tomáš - Drahomír Koudelka - Jaroslav Stančo | - Lubomír Zajíček - Jaroslav Penc - Milan Řezníček - Miroslav Nekola |

Trenéři: Karel Láznička a Zdeněk Malý.

### Konečné pořadí
| XX. | Olympijské hry | Z | V | P | Skóre | B  |
| --- | -------------- | - | - | - | ----- | -- |
| 1.  | Japonsko       | 7 | 7 | 0 | 21:3  | 14 |
| 2.  | NDR            | 7 | 5 | 2 | 16:8  | 12 |
| 3.  | SSSR           | 7 | 6 | 1 | 19:6  | 13 |
| 4.  | Bulharsko      | 7 | 4 | 3 | 15:14 | 11 |
| 5.  | Rumunsko       | 7 | 4 | 3 | 14:10 | 11 |
| 6.  | ČSSR           | 7 | 4 | 3 | 15:9  | 11 |
| 7.  | Korea          | 7 | 3 | 4 | 10:13 | 10 |
| 8.  | Brazílie       | 7 | 2 | 5 | 9:19  | 9  |
| 9.  | Polsko         | 6 | 2 | 4 | 11:12 | 8  |
| 10. | Kuba           | 6 | 2 | 4 | 6:16  | 8  |
| 11. | SRN            | 6 | 1 | 5 | 7:16  | 7  |
| 12. | Tunisko        | 6 | 0 | 6 | 1:18  | 6  |

## Turnaj žen
| Zlato   | Sovětský svaz (URS) |
| Stříbro | Japonsko (JPN)      |
| Bronz   | Severní Korea (PRK) |

Turnaj se odehrál v rámci XXI. olympijských her ve dnech 27.–9. října 1972 v Mnichově.
Turnaje se zúčastnilo 8 družstev, rozdělených do dvou čtyřčlenných skupin. První dvě postoupila do play off, týmy na třetím a čtvrtém místě hrály o 5. resp. 7. místo. Olympijským vítězem se stalo družstvo Sovětského svazu.

### Skupina A
|    |          | URS | KOR | HUN | GER | V | P | Skóre | B |
| 1. | SSSR     | *** | 3:1 | 3:1 | 3:0 | 3 | 0 | 9:2   | 6 |
| 2. | Korea    | 1:3 | *** | 3:0 | 3:0 | 2 | 1 | 7:3   | 5 |
| 3. | Maďarsko | 1:3 | 0:3 | *** | 3:0 | 1 | 2 | 4:6   | 4 |
| 4. | SRN      | 0:3 | 0:3 | 0:3 | *** | 0 | 3 | 0:9   | 3 |

 Maďarsko -  SRN 3:0 (15:8, 15:11, 15:9)
27. srpna 1972 (15:30) – Mnichov
 SSSR -  Korejská republika 3:1 (11:15, 15:8, 15:7, 15:7)
27. srpna 1972 (21:00) – Mnichov
 Korejská republika -  Maďarsko 3:0 (15:7, 15:13, 15:11)
29. srpna 1972 (15:30) – Mnichov
 SSSR -  SRN 3:0 (15:5, 15:7, 15:9)
29. srpna 1972 (21:00) – Mnichov
 SSSR -  Maďarsko 3:1 (15:12, 15:2, 13:15, 15:9)
31. srpna 1972 (15:30) – Mnichov
 Korejská republika -  SRN 3:0 (15:2, 15:8, 15:2)
31. srpna 1972 (21:00) – Mnichov

### Skupina B
|    |          | JPN | PRK | CUB | TCH | V | P | Skóre | B |
| 1. | Japonsko | *** | 3:0 | 3:0 | 3:0 | 3 | 0 | 9:0   | 6 |
| 2. | KLDR     | 0:3 | *** | 3:0 | 3:0 | 2 | 1 | 6:3   | 5 |
| 3. | Kuba     | 0:3 | 0:3 | *** | 3:1 | 1 | 2 | 3:7   | 4 |
| 4. | ČSSR     | 0:3 | 0:3 | 1:3 | *** | 0 | 3 | 1:9   | 3 |

 KLDR -  Kuba 3:0 (15:1, 15:8, 15:3)
28. srpna 1972 (15:30) – Mnichov
 Japonsko -  Československo 3:0 (15:1, 15:7, 15:9)
28. srpna 1972 (21:00) – Mnichov
 Japonsko -  Kuba 3:0 (15:2, 15:3, 15:5)
30. srpna 1972 (15:30) – Mnichov
 KLDR -  Československo 3:0 (15:3, 15:7, 15:8)
30. srpna 1972 (21:00) – Mnichov
 Kuba -  Československo 3:1 (6:15, 15:12, 15:10, 15:13)
1. září 1972(15:30) – Mnichov
 Japonsko -  KLDR 3:0 (15:3, 15:2, 16:14)
1. září 1972 (21:00) – Mnichov

### Semifinále
Japonsko -  Korejská republika 3:0 (15:3, 15:5, 15:9)
3. září 1972 (15:30) – Mnichov
 SSSR -  KLDR 3:1 (15:10, 16:14, 7:15, 15:8)
3. září 1972 (21:00) – Mnichov

### Finále
SSSR -  Japonsko 3:2 (15:11 4:15, 15:11, 9:15, 15:11)
7. září 1972 (21:00) – Mnichov

### O 3. místo
KLDR -  Korejská republika 3:0 (15:7, 15:9, 15:9)
7. září 1972 (19:30) – Mnichov

### O 5. - 8. místo
Kuba -  SRN 3:0 (15:11, 15:13, 17:15)
2. září 1972 (15:30) – Mnichov
 Maďarsko -  Československo 3:2 (15:9, 13:15, 11:15, 15:10, 15:11)
2. září 1972 (21:00) – Mnichov

### O 5. místo
Maďarsko -  Kuba 3:2 (13:15, 14:16, 16:14, 15:5, 15:11)
7. září 1972 (15:30) – Mnichov

### O 7. místo
Československo -  SRN 3:0 (15:13, 15:4, 16:14)
7. září 1972 (14:00) – Mnichov

### Soupisky
1.  SSSR
| - Ljudmila Borozná - Ljudmila Buldakovová - Věra Dujunová - Taťjana Gonobobělevová | - Natalija Kudrevová - Galina Leonťjevová - Taťjana Treťjaková - Inna Ryskalová | - Roza Salikovová - Taťjana Saryčevová - Nina Smolejevová - Ljubov Turinová |

2.  Japonsko
| - Makiko Furukawa - Keiko Hama - Takako Iida - Toyoko Iwahara | - Katsumi Matsumura - Sumie Oinuma - Mariko Okamoto - Seiko Shimakage | - Michiko Shiokawa - Takako Širaiová - Noriko Yamashita - Yaeko Yamazaki |

3.  KLDR
| - Hwang He-Suk - Jang Ok-Rim - Jong Ok-Jin - Kang Ok-Sun | - Kim Zung-Bok - Kim Myong-Suk - Kim Su-Dae - Kim Yeun-Ja | - Paek Myong-Suk - Ri Chun-Ok - Ryom Chun-Ja |

7.  Československo
| - Elena Moskalová Poláková - Irena Svobodová Tichá - Ivana Moulisová - Jana Semecká | - Hana Vlasáková - Dora Jelínková - Jana Vápenková - Mária Mališová | - Hilda Mazúrová - Anna Mifková - Darina Kodajová - Ludmila Vindušková |

Trenér: Stanislav Šneberger

### Konečné pořadí
| XX. | Olympijské hry     | Z | V | P | Skóre | B  |
| --- | ------------------ | - | - | - | ----- | -- |
| 1.  | SSSR               | 5 | 5 | 0 | 15:5  | 10 |
| 2.  | Japonsko           | 5 | 4 | 1 | 14:3  | 9  |
| 3.  | KLDR               | 5 | 3 | 2 | 10:6  | 8  |
| 4.  | Korejská republika | 5 | 2 | 3 | 7:9   | 7  |
| 5.  | Maďarsko           | 5 | 3 | 2 | 10:10 | 8  |
| 6.  | Kuba               | 5 | 2 | 3 | 8:10  | 7  |
| 7.  | Československo     | 5 | 1 | 4 | 6:12  | 6  |
| 8.  | SRN                | 5 | 0 | 5 | 0:15  | 5  |